# Jean de Lattre de Tassigny
Jean Joseph Marie Gabriel de Lattre de Tassigny (2 de febrero de 1889 - 11 de enero de 1952) fue un militar francés considerado un héroe de la Segunda Guerra Mundial.
Nacido en Mouilleron-en-Pareds, concluyó sus estudios en 1911 y combatió en la Primera Guerra Mundial. Especializado en caballería, estuvo al frente del Colegio de Guerra y cuando se declaró la guerra en 1939 comandó la 14.ª División de Infantería del ejército galo hasta que se firmó el armisticio con las Potencias del Eje.
Tras la firma de dicho tratado continuó en servicio mandando las fuerzas de la Francia de Vichy en Túnez en 1941. En 1942 se hizo cargo de la  16.ª División de Infantería y empezó a organizar la resistencia contra las fuerzas de ocupación nazis, lo que le llevó a ser arrestado y condenado a 10 años de prisión. Consiguió escapar y se marchó a Argel, donde el general De Gaulle lo puso al mando del conocido como Ejército Francés B que participó en la invasión del sur de Francia en la conocida como Operación Dragoon. De Lattre desembarcó en la región de la Provenza el 16 de agosto de 1944 y junto a sus tropas comenzó a atravesar Francia liberando el país a su paso. 
El 25 de septiembre de 1944 el Ejército Francés B pasa a denominarse Primer Ejército Francés y bajo el auspicio del general Charles de Gaulle, los  miembros de la resistencia francesa que querían seguir luchando, una vez que Francia había sido liberada, pasaron a formar parte del mismo bajo las órdenes de De Lattre. Junto al resto de las fuerzas de los países aliados, este ejército cruzó el Rin y participó en la invasión de Alemania. De Lattre representó oficialmente a su país durante la capitulación alemana del 8 de mayo de 1945 en Berlín. 
Una vez concluida la Segunda Guerra Mundial, Jean de Lattre comandó las tropas francesas en Indochina durante la primera guerra de Indochina.
En 1951 una grave enfermedad obligó a De Lattre a regresar a París, donde fallecería posteriormente víctima de un cáncer. A título póstumo se concedió la distinción de Mariscal de Francia, reservada a los generales con logros excepcionales durante su carrera.